# Колотов Степан Митрофанович
Колотов Степан Митрофанович (нар.10 (22) грудня 1880, місто Слобідське, тепер Кіровської області Російської Федерації — пом.13 березня 1965, Київ) — український радянський математик, фахівець у галузі нарисної геометрії, педагог, інженер, архітектор.
Член-кореспондент Академії архітектури УРСР (1946–1955), заслужений діяч науки і техніки УРСР (1961), доктор технічних наук (1963), професор (1935).

## Біографія
1913 закінчив архітектурне відділення Петербурзького інституту цивільних інженерів.
Студіював питання розвитку теорії зображень та її застосування в архітектурно-будівельній практиці. Основою наукового спадку є розроблена ним теорія допоміжного проєкціювання. Прикладну спрямованість студій характеризують роботи з теорії тіней (теорія побудови тіней за однією проєкцією та деякими додатковими даними) та перспективи (побудова перспектив при збереженні проєкційного зв'язку з вихідними проєкціями; геометричний аналіз викривлень при сприйнятті архітектурних перспектив).
Працював у 1913–1916 у Петербурзі як інженер, у 1916–1926 у Києві — з 1923 професор і завідувач кафедри нарисної геометрії КХІ, 1926–1930 — в Узбекистані (Ташкент, Бухара, Коканд, Самарканд) на посадах начальника БМУ, завідувача будівельного відділу, заступника голови Головтехбудкому (проєктує житлові будинки, корпус Таджицького інституту освіти, реконструює бавовняні заводи у Бухарі, Каракулі, Термезі та ін., бере участь в архітектурних конкурсах: проєкт театру у Самарканді, житлові будинки Комбанку), 1930–1944 — професор, завідувач кафедри архітектурного проєктування у Середньоазіатському індустріальному інституті, проєктує клуби, Палац Праці у Душанбе (1932), школу та споруди інституту (1933–1934), бібліотеку у Ташкенті (1939). Делегат від Узбекистану на І Всесоюзному з'їзді радянських архітекторів (1934). 1944–1948 — у Києві, заступник голови президії Української філії Академії архітектури СРСР, директор Інституту містобудування АА УРСР. З 1945 — завідувач кафедри нарисної геометрії у Київському інженерно-будівельному інституті (тепер — КНУБА).
Підготував понад тридцять кандидатів наук (серед його учнів професори В. Є. Михайленко, О. Л. Підгорний, М. Ф. Євстифеєв, В. С. Обухова, А. М. Пономарьов, Б. С. Горленко). Викладав також у Київському інституті народного господарства (нині — Київський національний економічний університет).
Автор наукових праць переважно з нарисної геометрії.

## Основні наукові праці
- «Побудова перспективи предмета за його ортогональними проєкціями» (1926),
- «Нарисна геометрія» (1933),
- «Нова теорія тіней» (1947),
- «Допоміжне проєкціювання» (1956),
- «Курс нарисної геометрії» (1958, 1961, у співавторстві),
- «Нарисна геометрія (Програмований підручник)» (1967, у співавторстві),
- Збірник вибраних праць «Питання теорії зображень» (1972).

Багато наукових праць залишилось у рукописах: «Методика архітектурного проєктування» (1934), «До питання про національну архітектуру» (1935), «Житло в Узбекистані» (1936), «Використання методу проєктивної геометрії при побудові тіней» (1940), «Новий прийом побудови перспективи» (1944), «Подвійне допоміжне проєкціювання» (1955), «Щодо перетворень у нарисній геометрії» (1959), «Щодо проєктивних просторів» (1961) та ін.
Засновник і перший відповідальний редактор міжвідомчого збірника наукових праць «Прикладна геометрія та інженерна графіка» (з 1964, КІБІ-КНУБА).
Розробки Колотова вплинули як на наукові дослідження, так і на зміст навчальних курсів з нарисної геометрії не лише в Україні. Характерна риса цих праць — гнучке використання проєкційного апарату в теорії й на практиці, творчий підхід до проєкціювання, що суттєво розширив арсенал способів перетворення проєкцій («діаграма Колотова», «спосіб допоміжного проєкціювання»). Наукова школа Колотова сприяла розвитку узагальнених проєкційних методів, формуванню теорії зображень в її сучасному вигляді.

## Основні тексти про Колотова
- Дольский Е. Е. Новый способ решения задач начертательной геометрии по методу проф. С. М. Колотова. — К.; Львов, 1947;
- Фролов С. А. Методы преобразования ортогональных проекций. — М., 1963. — С. 31-42;
- Гусев Н. А. Степан Митрофанович Колотов // Колотов С. М. Вопросы теории изображений (Избранное). — К., 1972. — С. 149–152;
- Подгорный А. Л. Научная школа проф. С. М. Колотова // Там само. — С. 152–157;
- Перечень научных работ проф. С. М. Колотова // Там само. — С. 157–159;
- Михайленко В. Є., Євстифєєв М. Ф., Ковальов С. М., Кащенко О. В. Нарисна геометрія. — К., 1993. — С. 7-8, 93-95, 100–103; * Подгорный А. Л. К пятидесятилетию научной школы проф. С. М. Колотова // Прикладная геометрия и инженерная графика. — К., 1995. — Вып. 58. — С. 11-18;
- Степан Митрофанович Колотов: Очерки о жизненном пути, научной и педагогической деятельности / Авт.-сост. И. Колодуб, А. Найденова. — К., 2009.